# Новоозерянка
 Новоозеря́нка  (укр.  Новоозерянка) — посёлок в Олевском районе Житомирской области Украины.

## История
До 1972 года – пгт Мирный.
В январе 1989 года численность населения составляла 1 213 человек.
По состоянию на 1 января 2013 года численность населения составляла 571 человек.

## Экономика
Основное предприятие пгт: Озерянский комбинат железобетонных гидротехнических конструкций (Озерянский КЖБГК).

## Транспорт
Ближайшая ж/д станция Дуброва-Олевская находится в 7 км от Новоозерянки.